# Claudia Hempel
Claudia Hempel, née le 25 septembre 1958 à Mersebourg, est une nageuse est-allemande.

## Carrière
Claudia Hempel participe aux Jeux olympiques d'été de 1976 à Montréal et remporte la médaille d'argent dans l'épreuve du 4x100m nage libre avec Petra Priemer, Kornelia Ender et Andrea Pollack.